# طواف لوكسمبورغ 2021
طواف لوكسمبورغ 2021 (بالفرنسية: Tour de Luxembourg 2021) هو سباق دراجات هوائية، وهو الموسم رقم 81 من طواف لوكسمبورغ، وأقيم خلال الفترة 14 سبتمبر 2021، وحتى 18 سبتمبر 2021، وهو أحد سباقات سلسلة سباقات الاتحاد الدولي للدراجات للمحترفين 2021.
فاز بالمركز الأول جواو ألميدا، وبالمركز الثاني مارك هيرشي، وبالمركز الثالث ماتيا كاتانيو، وفاز جواو ألميدا في ترتيب النقاط، وكان الفائز حسب النقاط للشباب جواو ألميدا، وكان الفائز في تصنيف الجبال كيني مولي، وفاز دكونيك كويك ستب في ترتيب الفرق.

## الفرق
| فرق عالمية (8)- UAE Team Emirates - AG2R Citroën Team - Cofidis - Deceuninck-Quick Step - Groupama-FDJ - Lotto Soudal - Team BikeExchange - Trek-Segafredo فرق برو (12)- Alpecin-Fenix - 2021 بي آند بي هوتيلز ‏ - بنجوال دبليو بي 2021 ‏ - برجس بي إتش 2021 ‏ - كاجا رورال-سيغوروس 2021 ‏ - ديلكو 2021 ‏ - سبورت فلاندرين بالويس 2021 ‏ - Rally Cycling - Arkéa-Samsic - TotalEnergies - أونو اكس برو سايكلنج تيم 2021 ‏ - 2021 ويلير تريستينا-سيل إيطاليا ‏ فريق قاري- Leopard ‏ |  |
| |  |

## المراحل
| قائمة المراحل | قائمة المراحل | قائمة المراحل               | قائمة المراحل      | قائمة المراحل | قائمة المراحل   | قائمة المراحل |
| المرحلة       | التاريخ       | الدورة                      |                    | المسافة (كم)  | الفائز بالمرحلة | القائد العام  |
| ------------- | ------------- | --------------------------- | ------------------ | ------------- | --------------- | ------------- |
| مرحلة 1       | 14 سبتمبر     | لوكسمبورغ – لوكسمبورغ       | مرحلة جبلية        | 140           | جواو ألميدا     | جواو ألميدا   |
| مرحلة 2       | 15 سبتمبر     | Steinfort ‏ – Eschdorf ‏      | مرحلة جبلية        | 186٫1         | مارك هيرشي      | مارك هيرشي    |
| مرحلة 3       | 16 سبتمبر     | Mondorf-les-Bains ‏ – Mamer ‏ | مرحلة جبلية متوسطة | 189٫3         | ساشا مودولو     | مارك هيرشي    |
| مرحلة 4       | 17 سبتمبر     | ديديلانج ‏ – ديديلانج ‏       | فردي ضد الساعة     | 25٫4          | ماتيا كاتانيو   | جواو ألميدا   |
| مرحلة 5       | 18 سبتمبر     | Mersch ‏ – لوكسمبورغ         | مرحلة جبلية        | 183٫7         | ديفيد جودو      | جواو ألميدا   |

## النتيجة

### مرحلة 1
هي مرحلة جبلية، أقيمت في 14 سبتمبر 2021، وامتدّت لمسافة 140 كيلومتر. فاز بالمرحلة جواو ألميدا، وكان متصدر الترتيب العام في نهاية المرحلة جواو ألميدا.
| التصنيف العام         | التصنيف العام        | التصنيف العام | التصنيف العام     | التصنيف العام |
| العداء                | العداء               | البلد         | الفريق            | الوقت         |
| --------------------- | -------------------- | ------------- | ----------------- | ------------- |
| 1                     | جواو ألميدا          | البرتغال      | دكونيك كويك ستب   | 3 س 15 د 59 ث |
| 2                     | باوك موليما          | هولندا        | تريك سيغافريدو    | + 4 ث         |
| 3                     | مارك هيرشي           | سويسرا        | فريق الإمارات     | + 6 ث         |
| 4                     | Clément Champoussin ‏ | فرنسا         | AG2R Citroën Team | + 10 ث        |
| 5                     | نيرو كوينتانا        | كولومبيا      | اركيا سامسيك      | + 10 ث        |
| 6                     | خيسوس هييرادة        | إسبانيا       | Cofidis           | + 10 ث        |
| 7                     | ديفيد جودو           | فرنسا         | Groupama-FDJ      | + 10 ث        |
| 8                     | أندريا فيندرام       | إيطاليا       | AG2R Citroën Team | + 10 ث        |
| 9                     | تيبو بينو            | فرنسا         | Groupama-FDJ      | + 10 ث        |
| 10                    | Kobe Goossens ‏       | بلجيكا        | لوتو سودال        | + 10 ث        |
| مصدر: ProCyclingStats |                      |               |                   |               |

### مرحلة 2
هي مرحلة جبلية، أقيمت في 15 سبتمبر 2021، وامتدّت لمسافة 186.1 كيلومتر. فاز بالمرحلة مارك هيرشي، وكان متصدر الترتيب العام في نهاية المرحلة مارك هيرشي.
| التصنيف العام         | التصنيف العام        | التصنيف العام | التصنيف العام     | التصنيف العام |
| العداء                | العداء               | البلد         | الفريق            | الوقت         |
| --------------------- | -------------------- | ------------- | ----------------- | ------------- |
| 1                     | مارك هيرشي           | سويسرا        | فريق الإمارات     | 8 س 01 د 06 ث |
| 2                     | جواو ألميدا          | البرتغال      | دكونيك كويك ستب   | + 4 ث         |
| 3                     | ديفيد جودو           | فرنسا         | Groupama-FDJ      | + 19 ث        |
| 4                     | تيبو بينو            | فرنسا         | Groupama-FDJ      | + 23 ث        |
| 5                     | ديفيد دي لا كروز     | إسبانيا       | فريق الإمارات     | + 23 ث        |
| 6                     | دافيد فورمولو        | إيطاليا       | فريق الإمارات     | + 23 ث        |
| 7                     | نيرو كوينتانا        | كولومبيا      | اركيا سامسيك      | + 33 ث        |
| 8                     | باوك موليما          | هولندا        | تريك سيغافريدو    | + 35 ث        |
| 9                     | Clément Champoussin ‏ | فرنسا         | AG2R Citroën Team | + 35 ث        |
| 10                    | خيسوس هييرادة        | إسبانيا       | Cofidis           | + 35 ث        |
| مصدر: ProCyclingStats |                      |               |                   |               |

### مرحلة 3
هي مرحلة جبلية متوسطة، أقيمت في 16 سبتمبر 2021، وامتدّت لمسافة 189.3 كيلومتر. فاز بالمرحلة ساشا مودولو، وكان متصدر الترتيب العام في نهاية المرحلة مارك هيرشي.
| التصنيف العام         | التصنيف العام        | التصنيف العام | التصنيف العام     | التصنيف العام  |
| العداء                | العداء               | البلد         | الفريق            | الوقت          |
| --------------------- | -------------------- | ------------- | ----------------- | -------------- |
| 1                     | مارك هيرشي           | سويسرا        | فريق الإمارات     | 12 س 18 د 53 ث |
| 2                     | جواو ألميدا          | البرتغال      | دكونيك كويك ستب   | + 4 ث          |
| 3                     | ديفيد جودو           | فرنسا         | Groupama-FDJ      | + 19 ث         |
| 4                     | تيبو بينو            | فرنسا         | Groupama-FDJ      | + 23 ث         |
| 5                     | ديفيد دي لا كروز     | إسبانيا       | فريق الإمارات     | + 23 ث         |
| 6                     | دافيد فورمولو        | إيطاليا       | فريق الإمارات     | + 23 ث         |
| 7                     | نيرو كوينتانا        | كولومبيا      | اركيا سامسيك      | + 33 ث         |
| 8                     | Clément Champoussin ‏ | فرنسا         | AG2R Citroën Team | + 35 ث         |
| 9                     | خيسوس هييرادة        | إسبانيا       | Cofidis           | + 35 ث         |
| 10                    | بيير لاتور           | فرنسا         | TotalEnergies     | + 35 ث         |
| مصدر: ProCyclingStats |                      |               |                   |                |

### مرحلة 4
هي مرحلة من نوع سباق زمن فردي، أقيمت في 17 سبتمبر 2021، وامتدّت لمسافة 25.4 كيلومتر. فاز بالمرحلة ماتيا كاتانيو، وكان متصدر الترتيب العام في نهاية المرحلة جواو ألميدا.
| التصنيف العام         | التصنيف العام    | التصنيف العام | التصنيف العام   | التصنيف العام  |
| العداء                | العداء           | البلد         | الفريق          | الوقت          |
| --------------------- | ---------------- | ------------- | --------------- | -------------- |
| 1                     | جواو ألميدا      | البرتغال      | دكونيك كويك ستب | 12 س 49 د 51 ث |
| 2                     | مارك هيرشي       | سويسرا        | فريق الإمارات   | + 43 ث         |
| 3                     | ماتيا كاتانيو    | إيطاليا       | دكونيك كويك ستب | + 50 ث         |
| 4                     | ديفيد دي لا كروز | إسبانيا       | فريق الإمارات   | + 52 ث         |
| 5                     | بيير لاتور       | فرنسا         | TotalEnergies   | + 1 د 07 ث     |
| 6                     | تيبو بينو        | فرنسا         | Groupama-FDJ    | + 1 د 21 ث     |
| 7                     | ديفيد جودو       | فرنسا         | Groupama-FDJ    | + 1 د 21 ث     |
| 8                     | فينتشينزو نيبالي | إيطاليا       | تريك سيغافريدو  | + 1 د 32 ث     |
| 9                     | دافيد فورمولو    | إيطاليا       | فريق الإمارات   | + 1 د 36 ث     |
| 10                    | خيسوس هييرادة    | إسبانيا       | Cofidis         | + 1 د 37 ث     |
| مصدر: ProCyclingStats |                  |               |                 |                |

### مرحلة 5
هي مرحلة جبلية، أقيمت في 18 سبتمبر 2021، وامتدّت لمسافة 183.7 كيلومتر. فاز بالمرحلة ديفيد جودو، وكان متصدر الترتيب العام في نهاية المرحلة جواو ألميدا.

## التصنيف العام النهائي
| التصنيف العام         | التصنيف العام    | التصنيف العام | التصنيف العام   | التصنيف العام  |
| العداء                | العداء           | البلد         | الفريق          | الوقت          |
| --------------------- | ---------------- | ------------- | --------------- | -------------- |
| 1                     | جواو ألميدا      | البرتغال      | دكونيك كويك ستب | 17 س 20 د 44 ث |
| 2                     | مارك هيرشي       | سويسرا        | فريق الإمارات   | + 46 ث         |
| 3                     | ماتيا كاتانيو    | إيطاليا       | دكونيك كويك ستب | + 1 د 05 ث     |
| 4                     | ديفيد دي لا كروز | إسبانيا       | فريق الإمارات   | + 1 د 09 ث     |
| 5                     | بيير لاتور       | فرنسا         | TotalEnergies   | + 1 د 09 ث     |
| 6                     | ديفيد جودو       | فرنسا         | Groupama-FDJ    | + 1 د 17 ث     |
| 7                     | تيبو بينو        | فرنسا         | Groupama-FDJ    | + 1 د 27 ث     |
| 8                     | خيسوس هييرادة    | إسبانيا       | Cofidis         | + 1 د 43 ث     |
| 9                     | فينتشينزو نيبالي | إيطاليا       | تريك سيغافريدو  | + 1 د 49 ث     |
| 10                    | دافيد فورمولو    | إيطاليا       | فريق الإمارات   | + 1 د 53 ث     |
| مصدر: ProCyclingStats |                  |               |                 |                |

### تصنيف النقاط
| تصنيف النقاط          | تصنيف النقاط    | تصنيف النقاط | تصنيف النقاط      | تصنيف النقاط |
| العداء                | العداء          | البلد        | الفريق            | النقاط       |
| --------------------- | --------------- | ------------ | ----------------- | ------------ |
| 1                     | جواو ألميدا     | البرتغال     | دكونيك كويك ستب   | 68 نقطة      |
| 2                     | مارك هيرشي      | سويسرا       | فريق الإمارات     | 51 نقطة      |
| 3                     | ديفيد جودو      | فرنسا        | Groupama-FDJ      | 38 نقطة      |
| 4                     | بيير لاتور      | فرنسا        | TotalEnergies     | 27 نقطة      |
| 5                     | بينوا كوسنيفروي | فرنسا        | AG2R Citroën Team | 25 نقطة      |
| مصدر: ProCyclingStats |                 |              |                   |              |

### تصنيف الجبال
| تصنيف الجبال          | تصنيف الجبال           | تصنيف الجبال | تصنيف الجبال              | تصنيف الجبال |
| العداء                | العداء                 | البلد        | الفريق                    | النقاط       |
| --------------------- | ---------------------- | ------------ | ------------------------- | ------------ |
| 1                     | كيني مولي              | بلجيكا       | Bingoal Pauwels Sauces WB | 42 نقطة      |
| 2                     | Sebastian Schönberger ‏ | النمسا       | B&B Hotels p/b KTM        | 20 نقطة      |
| 3                     | Kenneth Van Rooy ‏      | بلجيكا       | Sport Vlaanderen-Baloise  | 8 نقطة       |
| 4                     | بين أوكونور            | أستراليا     | AG2R Citroën Team         | 8 نقطة       |
| 5                     | Morten Hulgaard ‏       | الدنمارك     | Uno-X Pro Cycling Team    | 8 نقطة       |
| مصدر: ProCyclingStats |                        |              |                           |              |

## تصنيف الفرق

### الفرق حسب الوقت
| تصنيف الفرق حسب الوقت | تصنيف الفرق حسب الوقت | تصنيف الفرق حسب الوقت    | تصنيف الفرق حسب الوقت |
| الفريق                | الفريق                | البلد                    | الوقت                 |
| --------------------- | --------------------- | ------------------------ | --------------------- |
| 1                     | دكونيك كويك ستب       | بلجيكا                   | 52 س 05 د 48 ث        |
| 2                     | فريق الإمارات         | الإمارات العربية المتحدة | + 30 ث                |
| 3                     | Groupama-FDJ          | فرنسا                    | + 1 د 08 ث            |
| 4                     | تريك سيغافريدو        | الولايات المتحدة         | + 7 د 20 ث            |
| 5                     | AG2R Citroën Team     | فرنسا                    | + 12 د 07 ث           |
| مصدر: ProCyclingStats |                       |                          |                       |

## تصانيف فرعية

### تصنيف أفضل شاب
| تصنيف أفضل شاب        | تصنيف أفضل شاب       | تصنيف أفضل شاب | تصنيف أفضل شاب    | تصنيف أفضل شاب |
| العداء                | العداء               | البلد          | الفريق            | الوقت          |
| --------------------- | -------------------- | -------------- | ----------------- | -------------- |
| 1                     | جواو ألميدا          | البرتغال       | دكونيك كويك ستب   | 17 س 20 د 44 ث |
| 2                     | مارك هيرشي           | سويسرا         | فريق الإمارات     | + 46 ث         |
| 3                     | ديفيد جودو           | فرنسا          | Groupama-FDJ      | + 1 د 17 ث     |
| 4                     | Clément Champoussin ‏ | فرنسا          | AG2R Citroën Team | + 1 د 57 ث     |
| 5                     | Kobe Goossens ‏       | بلجيكا         | لوتو سودال        | + 2 د 11 ث     |
| مصدر: ProCyclingStats |                      |                |                   |                |

## وصلات خارجية
- لمحة عن سباق طواف لوكسمبورغ 2021 على موقع  ProCyclingStats   (برو  سايكلنج  ستاتس) - إحصاءات  محترفي  الدراجات.
- طواف لوكسمبورغ 2021 على موقع إحصائيات الدراجات الإحترافية (الإنجليزية)